# Микрокосмос (Барток)
«Микрокосмос» (венг. Mikrokozmosz) — сборник фортепианных пьес Белы Бартока, Sz. 107, BB 105. Шесть тетрадей («томов») сборника охватывают 153 пьесы. Музыка сочинена в 1926—1939 гг. «Микрокосмос» — школа игры на фортепиано, написанная современным музыкальным языком (расширенная тональность, хроматика, переменный метр, полиритмия и другие техники). Соответственно дидактическому замыслу «Микрокосмоса» пьесы в нём расположены в порядке нарастания технической сложности: тетради 1-2 предназначены для начинающих, тетради 3-4 располагаются в диапазоне от умеренного до продвинутого уровня пианистической подготовки, тетради 5-6 предполагают профессиональный пианизм.

## Состав
Некоторые пьесы написаны для двух фортепиано, а также для голоса с фортепиано.
| Тетрадь 1 1. 6 одноголосных мелодий: № 1 2. 6 одноголосных мелодий: № 2 3. 6 одноголосных мелодий: № 3 4. 6 одноголосных мелодий: № 4 5. 6 одноголосных мелодий: № 5 6. 6 одноголосных мелодий: № 6 7. Ноты с точками 8. Репетиция (1) 9. Синкопы (1) 10. Чередование рук 11. Параллельное движение 12. Инверсия (Tükörkép) 13. Изменение позиции (Fekvésváltozás) 14. Вопрос и ответ 15. Деревенская песня 16. Параллельное движение с изменением позиции 17. Противоположное движение 18. 4 одноголосные мелодии: № 1 19. 4 одноголосные мелодии: № 2 20. 4 одноголосные мелодии: № 3 21. 4 одноголосные мелодии: № 4 22. Имитация и контрапункт 23. Имитация и инверсия (1) 24. Пастораль 25. Имитация и инверсия (2) 26. Репетиция (2) 27. Синкопы (2) 28. Канон в октаву 29. Зеркальная имитация (Imitáció tükörképben) 30. Канон в нижнюю квинту 31. Танец в форме канона 32. В дорийском ладе 33. Медленный танец 34. Во фригийском ладе 35. Хорал 36. Свободный канон | Тетрадь 2 1. В лидийском ладе 2. Staccato и legato (1) 3. Staccato и legato (канон) 4. В югославском стиле 5. Мелодия с аккомпанементом 6. Аккомпанемент ломаными трезвучиями 7. В венгерском стиле 8. Противоположное движение (2) 9. Размышление (Méditation) 10. [Ритмическое] увеличение и уменьшение (Növekedés — fogyás) 11. Сельская ярмарка 12. В миксолидийском ладе 13. Crescendo и diminuendo 14. Менуэт 15. [Мелодические] волны (Ringás) 16. Поделённый унисон? (Egyszólamúság kézváltással) 17. В трансильванском стиле 18. Хроматика 19. Триоли в лидийском ладе 20. Мелодия в децимах 21. Акценты 22. В восточном стиле 23. Мажор и минор 24. Канон с задержаниями (Kánon tartott hangokkal) 25. Мелодия в пентатонике 26. Параллельные малые сексты 27. Гул (Zsongás) 28. Линия против точки 29. Диалог 30. Поделённая мелодия (Dallam elosztva) | Тетрадь 3 1. Терции сопровождают одноголосие 2. Венгерский танец 3. Этюд в аккордах 4. Мелодия в сопровождении двойных нот 5. Терции 6. Танец драконов 7. Сексты и трезвучия 8. Венгерская песня 9. Триоли 10. Трёхголосие 11. Маленький этюд 12. Пятиступенный звукоряд 13. Дань почтения И. С. Баху 14. Дань почтения Р. Шуману 15. Прогулка? (Bolyongás) 16. Скерцо 17. Мелодия с перебоями 18. Развесёлая игра (Mulatság) 19. Ломаные аккорды 20. Два мажорных пентахорда 21. Вариации 22. Флейтовый дуэт 23. Четырёхголосие (1) 24. В русском стиле 25. Хроматическая инвенция (1) 26. Хроматическая инвенция (2) 27. Четырёхголосие (2) 28. Жили-были… 29. Песня про лису 30. Спотыкание (мелодия с задержками) (Zökkenők) |

| Тетрадь 4 1. Ноктюрн 2. Подкладывание большого пальца (Alátevés) 3. Перекрещивание рук 4. В духе народной песни 5. Уменьшённые квинты 6. Обертоны 7. Минор и мажор 8. Блуждание по тональностям (Vándorlás egyik hangnemből a másikba) 9. Обыгрывание двух пентатоник 10. Детская песня 11. Мелодия в тумане 12. Состязание (Birkózás) 13. На острове Бали 14. Звуки сталкиваются и наталкиваются друг на друга (És összecsendülnek-pendülnek a hangok) 15. Интермеццо 16. Вариации на народную тему 17. Болгарский ритм (1) 18. Тема и её инверсия 19. Болгарский ритм (2) 20. Песня 21. Бурре 22. Триоли в размере 9/8 (Triokák 9/8-ban) 23. Менуэт на 3/4 24. Параллельные трезвучия (Kvintakkordok azaz) 25. Двухголосный этюд | Тетрадь 5 1. Сочетающиеся аккорды и противоаккорды (Akkordok egyszerre és egymás ellen) 2. Staccato и legato (2) 3. Staccato 4. Катание на лодке 5. Переменный метр 6. Новая венгерская народная песня. 7. Вариации на крестьянский танец (Dobbantós tánc variációs feldolgozásban) 8. Чередующиеся терции 9. Деревенская бурлеска 10. Этюд на кварты и квартаккорды 11. Большие секунды гармонические и мелодические (Nagy másodhangközök egyszerre és törve) 12. Синкопы (3) 13. Этюд на двойные ноты 14. Perpetuum mobile 15. Целотоновая гамма 16. Унисон 17. Волынка 18. Шут (Paprikajancsi) | Тетрадь 6 1. Свободные вариации 2. Отражение 3. Из дневника мухи (Mese a kis légyről a bitonalitás jegyében) 4. Ломаные арпеджио (Tört hangzatok váltakozva) 5. Малые секунды и большие септимы 6. Хроматическая инвенция № 3 7. Остинато 8. Марш 6 танцев в болгарском ритме: 148. № 1 149. № 2 150. № 3 151. № 4 152. № 5 153. № 6 |

## Особенности стиля и техники композиции
Согласно объяснению самого Бартока, слово «микрокосмос» в заголовке можно понимать «как серию пьес во многоразличных стилях, представляющих маленький мир. Либо его можно понимать как мир маленьких людей, то есть детей».
Барток не исключал аранжировки отдельных пьес для других инструментальных составов. В 1940 он сам аранжировал 7 пьес для двух фортепиано, которые затем исполнял в концертах, в дуэте со своей женой Д. Пастори-Барток.

## Аудиозаписи
Пьесы из «Микрокосмоса», не связанные никакой «идейной» концепцией, обычно исполняют выборками. Полные аудиозаписи сборника осуществили венгерские пианисты Дьёрдь Шандор (зап. 1955 / репринт Sony Classical, 1992), Дежё Ранки (1992 / Teldec), Золтан Кочиш (1997 / Philips), Енё Яндо (/ Naxos), а также француз Клод Эльфер (1972-73 / harmonia mundi). Общая продолжительность звучания — около 150 минут.